# Familia Gagliano (lutieres)
Los Gagliano fueron una familia de lutieres napolitanos.
Fue una familia de lutieres particularmente prolífica, que hizo muchos violines, algunos violonchelos y también algunas violas. Sus instrumentos generalmente se construyeron sobre modelos de Stradivarius y usaron un barniz similar. La pintura de los Gaglianos tiene un color naranja dorado, a veces con manchas. Los instrumentos de los Gagliano eran excelentes desde todos los puntos de vista y han sido y son muy apreciados por los intérpretes.
No se ha publicado ninguna investigación que proporcione correctamente todas las fechas relativas a los lutieres y las publicadas no coinciden con las de las etiquetas originales.

## Tabla genealógica

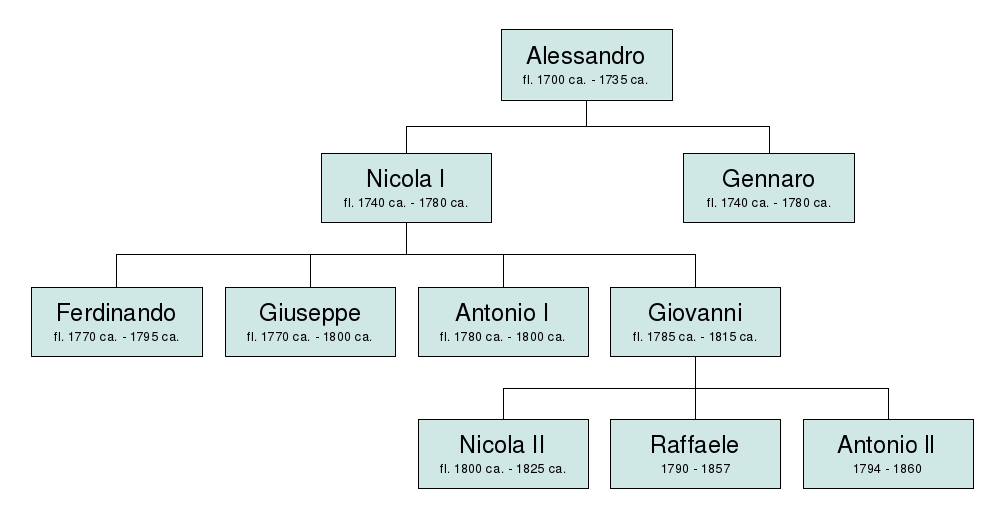
Familia Gagliano

## Miembros

### Alessandro Gagliano
Alessandro (*~1660 †1728), fue alumno de Nicola Amati y Antonio Stradivari. De regreso a Nápoles después de su estancia en Cremona, fue el progenitor de esta escuela napolitana de lutería, padre de Nicolò y Gennaro. Algunos ejemplares de sus violines han sobrevivido en buenas condiciones, al igual que algunas violas,contrabajos y algunos (particularmente buenos) violonchelos.
Sus violines son diferentes desde todos los puntos de vista a los construidos por sus descendientes, especialmente en lo que se refiere a la pintura, que es al óleo, de color rojo brillante. Fabricó violines de al menos tres tamaños diferentes, uno de ellos pequeño y otro especialmente grande y con un diapasón alto. El tamaño de los agujeros en f varía considerablemente.

Etiqueta típica:
Alexandri [ o Alessandro] GaglianoAlumno de Antonio StradivariusAño 1722

### Nicola (I) Gagliano
Nicolò (*~1695 †1758), también conocido como Nicola (I) Gagliano, hijo mayor de Alessandro, construyó numerosos violines y violonchelos de excelente calidad durante su larga carrera, algunos en colaboración con su hijo Joseph. Algunas de sus obras han sido a veces confundidas con instrumentos de Antonio Stradivari. Sus instrumentos están fuertemente inspirados en Stradivarius y generalmente son de muy alta calidad, incluso si algunos son de gran tamaño. Nicola y Gennaro introdujeron el modelo de violonchelo que luego fue retomado por muchos lauderos napolitanos posteriores. Fue padre de Ferdinando, Giuseppe, Antonio y Giovanni.

Etiqueta típica:
Nicolaii Gagliano feciten Nápoles 1711

### Gennaro Gagliano
Gennaro (*~1700 †1788), el segundo hijo de Alessandro, construyó varios instrumentos de excelente calidad, tanto que a menudo se le considera el mejor lutier de la familia. Su estilo era muy cercano al de la escuela cremonesa, notablemente influenciado por Stradivarius pero también por Amati.

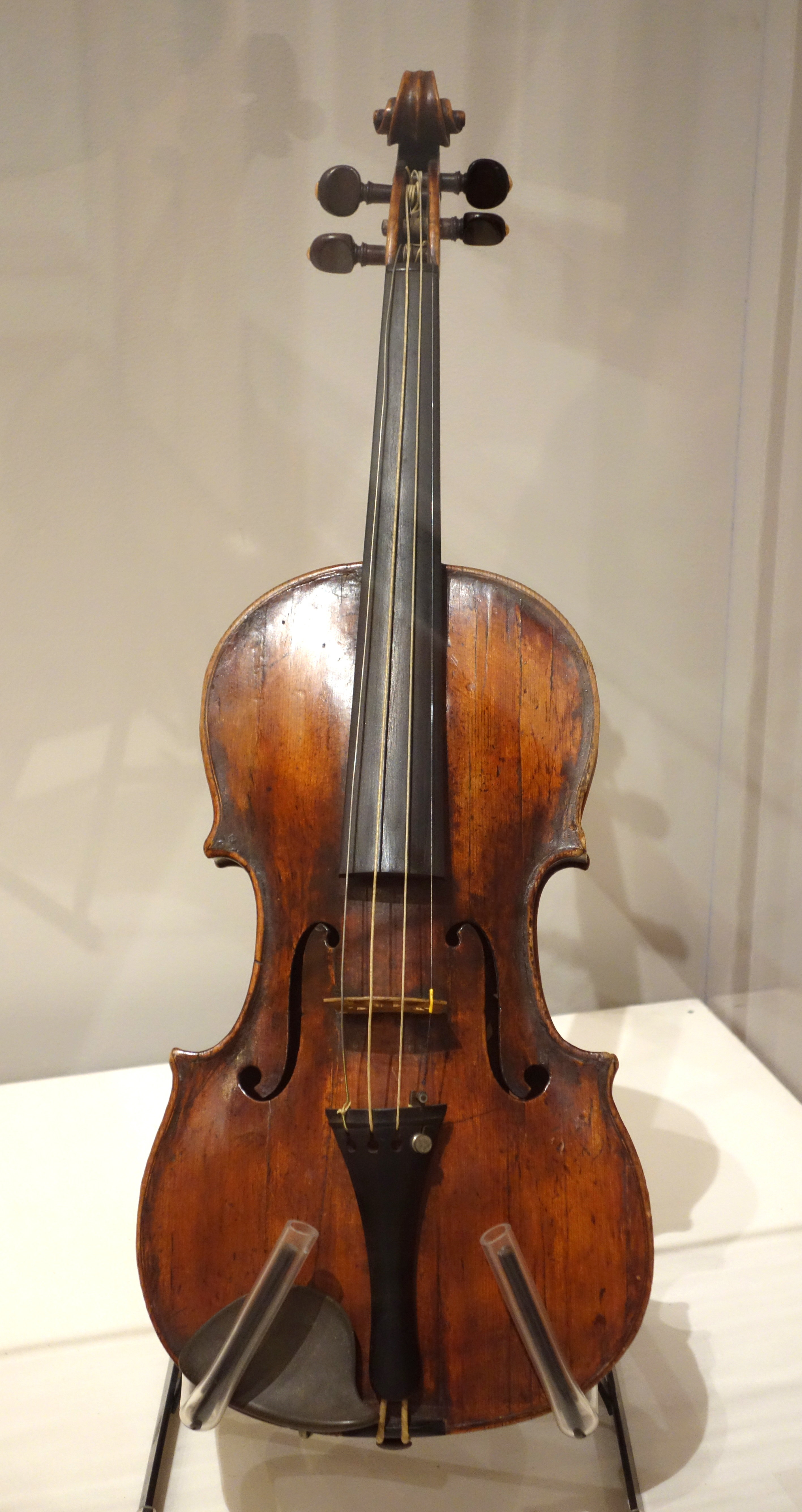
Violín, Ferdinando Gagliano, Italia, c. 1760, Huntington Museum of Art

### Ferdinando Gagliano
Ferdinando (*~1724 †~1781), hijo mayor de Nicola (I), fabricó varios instrumentos de excelente calidad, aunque casi siempre anónimos. Algunos instrumentos con su etiqueta han sido identificados como obra de su padre o hermano. Se presume que estudió sobre todo con su tío Gennaro y sus instrumentos recuerdan mucho a los de este último. Su pintura es de muy buena calidad, pero inferior a la de su padre o la de su tío. Colaboró también con sus tres hermanos.

### Giuseppe Gagliano
Giuseppe (*~1725 †1793), hermano de Ferdinando, fue alumno de su padre Nicola y produjo instrumentos de excelente calidad, la cual disminuyó con los años. Los instrumentos construidos en colaboración con su hermano Antonio son más pequeños que su restante producción anterior.

### Antonio (I) Gagliano
Antonio (*1728 †~1795), también hijo de Nicola (I), según las etiquetas originales, sus instrumentos fueron construidos a menudo en colaboración con su hermano Giuseppe, pero sin embargo, su producción es de menor calidad.

### Giovanni Gagliano
Giovanni (*~1740 †1806), cuarto hijo de Nicola (I), comenzó a trabajar en colaboración con sus hermanos Giuseppe y Antonio, independizándose hacia 1800. Su producción difiere claramente de la de sus hermanos, en particular por las características de los agujeros en f y la tobillera. Fue el padre de Nicola II, Raffaele y Antonio.

### Nicola (II) Gagliano
Nicola (II) (1780~1825). hijo de Giovanni, produjo buenos instrumentos, pero a menudo son difíciles de distinguir y atribuir correctamente.

### Raffaele Gagliano
Raffaele (*~1790 †1857), otro hijo de Giovanni, construyó varios violines y violonchelos, a menudo con el fondo sin terminar. Usaba la misma pintura que la familia, pero la calidad de sus instrumentos ya es inferior a la de sus predecesores.

### Antonio (II) Gagliano
Antonio (II) (* posterior a 1790 †1860), otro hijo de Giovanni, y se le aplican las mismas consideraciones referidas a su hermano Raffaele.